# 2-fenylfenol
2-Fenylfenol (též o-fenylfenol, orthofenylfenol, ortofenylfenol, bifenylol, bifenyl-2-ol, 2-hydroxybifenyl, o-xenol nebo orthoxenol) je organická sloučenina se sumárním vzorcem C12H10O. Molekula se skládá z dvou spojených benzenových kruhů a fenolické hydroxylové skupiny. 2-fenylfenol je bílá nebo žlutá, vločkově krystalická pevná látka s bodem tání cca 57 °C. Má biocidní účinky (minimální inhibiční koncentrace je pro různé mikroorganismy 50–500 mg/dm3, u Pseudomonas aeruginosa 1 500 mg/dm3) a používá se jako konzervant (např. pod obchodními názvy Dowicide, Torsite, Preventol, Nipacide a mnohými dalšími).

## Použití
Primárním oblastí použití 2-fenylfenolu jsou zemědělské fungicidy. Obecně se aplikují po sklizni. 2-fenylfenol se často používá pro fungicidní voskování citrusových plodů. Pro použití jako potravinové aditivum má 2-fenylfenol číslo E231.
2-fenylfenol se používá také pro dezinfekci sýpek, a též jako obecné povrchové dezinficiens v domácnosti, nemocnicích, zařízeních sociálních služeb, na farmách, v prádelnách, holičstvích a potravinářských provozech. Lze ho aplikovat na tkaniny i jiné materiály. Dalšími oblastmi použití je gumárenský průmysl a využití jako reagencium v laboratořích. Používá se i při výrobě jiných fungicidů, barviv pryskyřic a chemikálií do pryže.
V nízkých koncentracích se 2-fenylfenol nachází v některých přípravcích pro domácnost (např. aerosolových dezinfekčních prostředcích) a v osobních deodorantech.
Sodná sůl 2-fenylfenolu, 2-fenylfenolát sodný, se používá jako konzervant, zejména pro ošetření povrchu citrusových plodů k prodloužení životnosti. Jako aditivum má číslo E232.

## Zdravotní rizika
Kontakt 2-fenylfenolu s očima může způsobit vážné podráždění až poleptání, případně i s trvalým poškozením očí. U některých osob může 2-fenylfenol dráždit kůži. 2-fenylfenol je jednou z látek, které Skupina pro podporu hyperaktivních dětí doporučuje vyloučit z dětské výživy.